# Simon Karkov
Simon Karkov (3 augustus 1976) is een Deens voormalig profvoetballer die als middenvelder of verdediger speelde.
Karkov was Deens jeugdinternational en werd in 1992 uitgeroepen tot Deens talent bij de onder 17 spelers. Dat jaar maakte hij op zestienjarige leeftijd ook z'n debuut in een oefenwedstrijd bij het eerste team van Esbjerg fB. Van 1994 tot 1996 speelde hij voor Esbjerg in de Superligaen. Na een stage werd hij in 1996 door sc Heerenveen vastgelegd en speelde aan het begin van het seizoen 1996/97 vanwege blessures bij andere spelers geregeld. In mei 1997 gaf hij aan dat hij wilde gaan reizen en Heerenveen lichtte de optie in zijn contract niet. In 1998 gaat hij weer voor Esbjerg spelen tot hij begin 2003 overstapt naar Herfølge BK. Karkov speelde nog op IJsland voor FH Hafnarfjördur (waarmee hij in 2004 landskampioen werd) en Leiknir Reykjavík en sloot zijn loopbaan in 2010 af bij Varde IF. Hij werkte daarna als jeugdtrainer bij Esbjerg.